# مصطفی بهارمست
مصطفی بهارمست (درگذشتهٔ ۲۲ فروردین ۱۳۴۵)  یک نظامی سابق ارتش شاهنشاهی ایران بود.

## سابقه ورزشی
مصطفی بهارمست سابقه بازی در تیم فوتبال توفان در سال‌های ۱۳۱۹ و هم‌چنین سال‌های ابتدای دهه ۱۳۲۰ را دارد.
بهارمست در المپیک ۱۹۴۸ لندن به عنوان نماینده انجمن ورزشی ارتش کاروان اعزامی ایران را همراهی کرد و پرچم‌دار این کاروان نیز بود. وی سابقه قهرمانی در تیراندازی را نیز دارد. بهارمست سرپرست تیم ملی فوتبال ایران نیز بوده و در بازی‌های آسیایی ۱۹۵۱ دهلی‌نو تیم ملی ایران را همراهی کرد. ایران در آن بازی‌ها به مدال نقره رسید.

## زندگی شخصی
فرزند وی، اسفندیار بهارمست، داور بین‌المللی فوتبال بود.